# Xiao Liwu
Xiao Liwu (chinois : 小礼物 ; signifiant : « Petit cadeau ») est un panda géant mâle né au zoo de San Diego le 29 juillet 2012.
Xiao Liwu est le sixième petit né de sa mère Bai Yun, et le cinquième de son père Gao Gao. Il a une demi-sœur, Hua Mei, par l'intermédiaire de Bai Yun. Il a également deux frères, Mei Sheng et Yun Zi, et deux sœurs, Su Lin et Zhen Zhen. Comme ses frères et sœurs, il fut conçu par accouplement naturel.
Il fut nommé le 13 novembre 2012.

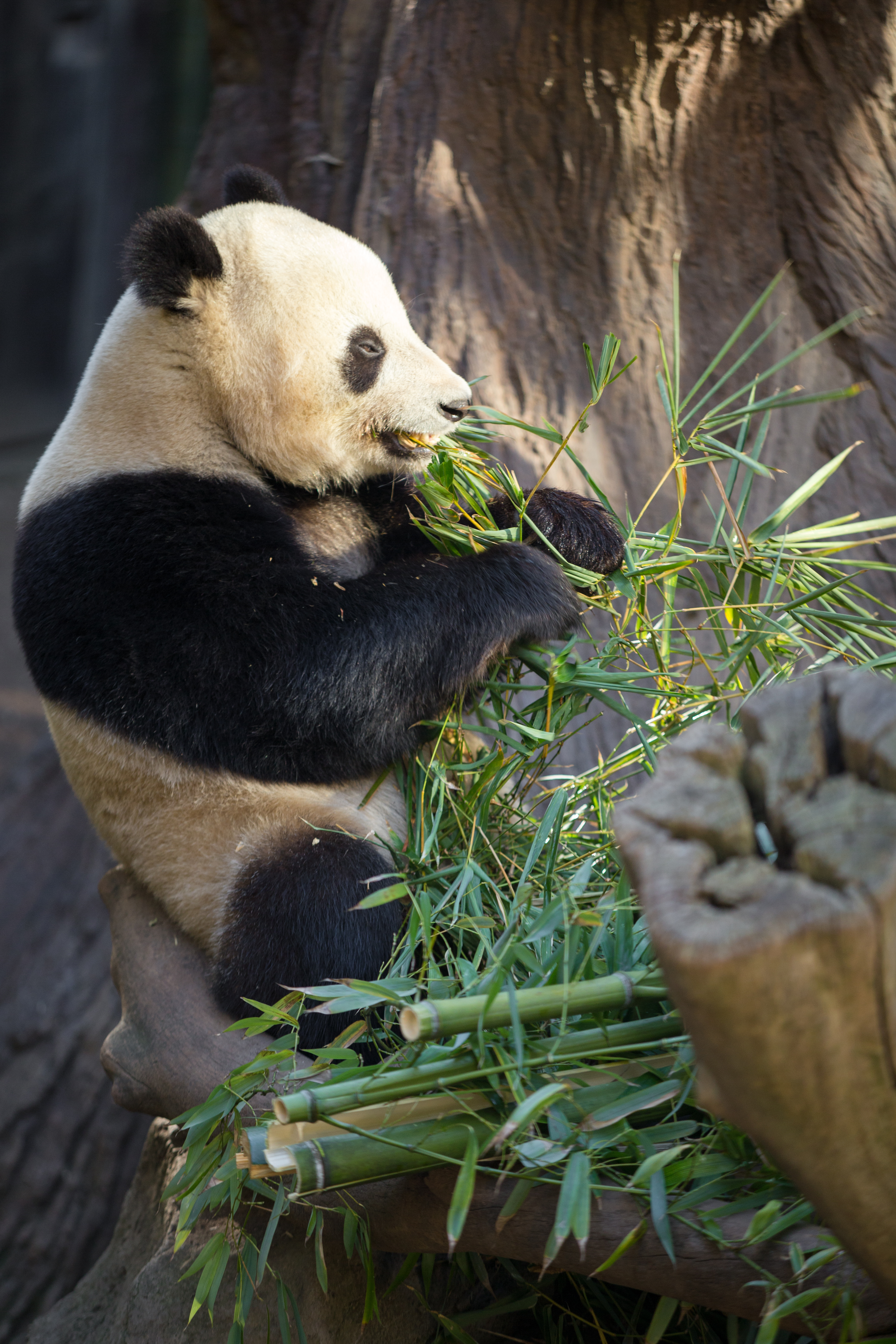
Xiao Liwu adulte, en février 2016.

Avec sa naissance en 2012, sa mère Bai Yun devint le deuxième panda le plus âgé jamais enregistré à avoir donné naissance. Après 23 ans d'absence de son pays d'origine, Bai Yun et Xiao Liwu, furent renvoyés en toute sécurité en Chine, en particulier à Dujiangyan, le site du China Giant Panda Conservation Research Center.